# Астросейсмология

Первое зарегистрированное «солнцетрясение» было снято космическим аппаратом SOHO сразу после умеренной солнечной вспышки 9 июля 1996 года. В пересчёте на земные реалии, его магнитуда составляет 11,3. На снимках видны распространяющиеся от места вспышки тёмные волны, аналогичные волнам р-типа от землетрясений.

Астросейсмоло́гия (от греческого греч. ἀστήρ «звезда», σεισμός «землетрясение» и -λογία «учение»), также известная как звёздная сейсмология — наука, которая изучает внутреннюю структуру пульсирующих звёзд путём исследования частотных спектров их пульсаций. Различные осцилляционные моды проникают на разные глубины внутрь звезды. Из этих колебаний можно извлечь информацию о ненаблюдаемых иными способами внутренних слоях звёзд таким же образом, как сейсмологи исследуют недра Земли (и других твёрдых планет) с помощью осцилляций, вызываемых землетрясениями.
Осцилляции, изучаемые астросейсмологами, вызываются тепловой энергией, преобразуемой в кинетическую энергию колебаний. Этот процесс похож на то, что происходит в любой тепловой машине, в которой тепло поглощается в высокотемпературной фазе цикла и выделяется, когда температура низка. Основным механизмом для многих классов звёзд является преобразование энергии излучения в энергию механических колебаний в поверхностных слоях. Возникающие в результате колебания, как правило, исследуются в предположении, что они малы и что звезда является изолированной и сферически симметричной. В системах двойных звёзд существенно повлиять на колебания звезды могут также приливные силы. Одно из применений астросейсмологии — это нейтронные звёзды, чья внутренняя структура не может непосредственно наблюдаться, но может исследоваться на основе изучения их осцилляций.
Гелиосейсмология (солнечная сейсмология) — это тесно связанная дисциплина, изучающая колебания Солнца. Осцилляции на Солнце возбуждаются конвекцией в его внешних слоях. Наблюдения колебаний, подобных солнечным, на других звёздах являются новой и активно развивающейся областью астросейсмологии.
Астросейсмология предоставляет инструмент для исследования внутренней структуры звёзд. Осцилляционные частоты дают информацию о профиле плотности в тех областях, где волны возникают и распространяются. Спектр даёт информацию о химическом составе этих областей.
Волны в солнцеподобных звёздах могут быть разделены на три различных типа.
- Акустические моды или моды давления (p)[3] возбуждаются внутренними флуктуациями давления внутри звёзд; их динамика определяется локальной скоростью звука.
- Гравитационные (g) моды (не путать с гравитационными волнами из ОТО) возбуждаются всплыванием более лёгких и погружением более тяжёлых элементов газа[5],
- Поверхностно-гравитационные (f) моды сродни океанским волнам, распространяющимся вдоль звёздной поверхности[6].

Мощная солнечная вспышка, произошедшая на активной области AR 10930 размером с Землю, вызвала появление и дальнейшее распространение похожей на цунами ударной волны. Изображения были получены на телескопе Сети оптического слежения за Солнцем (Optical Solar Patrol Network — OSPAN)

В недрах солнцеподобных звёзд, таких как Альфа Центавра, p-моды выражены, тогда как g-моды в основном привязаны к ядру конвективной зоной. Однако g-моды были отмечены в белых карликах.

## Космические миссии
Ряд действующих космических миссий включают астросейсмологические исследования в качестве существенной части своего задания.
- MOST — канадский космический телескоп, запущенный в 2003 году, выполняет астросейсмологические задачи.
- COROT — спутник ЕКА (под руководством Франции), нацеленный на поиск экзопланет и астросейсмологию. Запущен в 2006 году.
- WIRE — спутник NASA, запущенный в 1999 году. Не заработавший по своему прямому назначению (в связи с аварийным выкипанием жидкого водорода) инфракрасный телескоп сейчас используется для астросейсмологии.
- SOHO — совместный космический аппарат ЕКА и NASA. Был запущен в 1995 году для изучения Солнца.
- Kepler — космический аппарат NASA, работавший на орбите с 2009 по 2018 год. Основная задача — поиск экзопланет, также выполнял астросейсмологические исследования. Наблюдал участок неба в 115 квадратных градусов в течение 4 лет, плюс 19 таких же по площади участков по 3 месяца каждый (Kepler/K2).
- Transiting Exoplanet Survey Satellite (TESS) — космический аппарат NASA, запущенный в 2018 году. Основная задача — поиск экзопланет, также будет выполнять астросейсмологические исследования. Наблюдает почти всё небо, каждый участок минимум 27 дней.